# Gronau (Leine)
 For alternative betydninger, se Gronau. (Se også artikler, som begynder med Gronau)
Gronau er en kommune i det centrale Tyskland med 10.882(2023) indbyggere, hørende under Landkreis Hildesheim i den sydlige del af delstaten Niedersachsen. Den er administrationsby for amtet (Samtgemeinde) Gronau .

## Geografi
Kommunen er beliggende ved floden Leine, omkring 15 km sydvest for Hildesheim, og 35 km syd for Hannover mellem Leinebergland mod vest og Innerstebergland mod øst. Den ligger vest for Hildesheimer Wald og nord for højdedraget Sieben Berge.

## Sammenlægning
I 2014 besluttede kommunerne Banteln, Betheln, Brüggen, Despetal og  Rheden samt byen Gronau, at fusionere 1. november 2016, under navnet  Gronau (Leine). Samtidig blev byen medlem af den nye, af de samtidig sammenlagte  Samtgemeinden Duingen og  Gronau (Leine) opståede  Samtgemeinde Leinebergland.